# هموگلوبینوپاتی

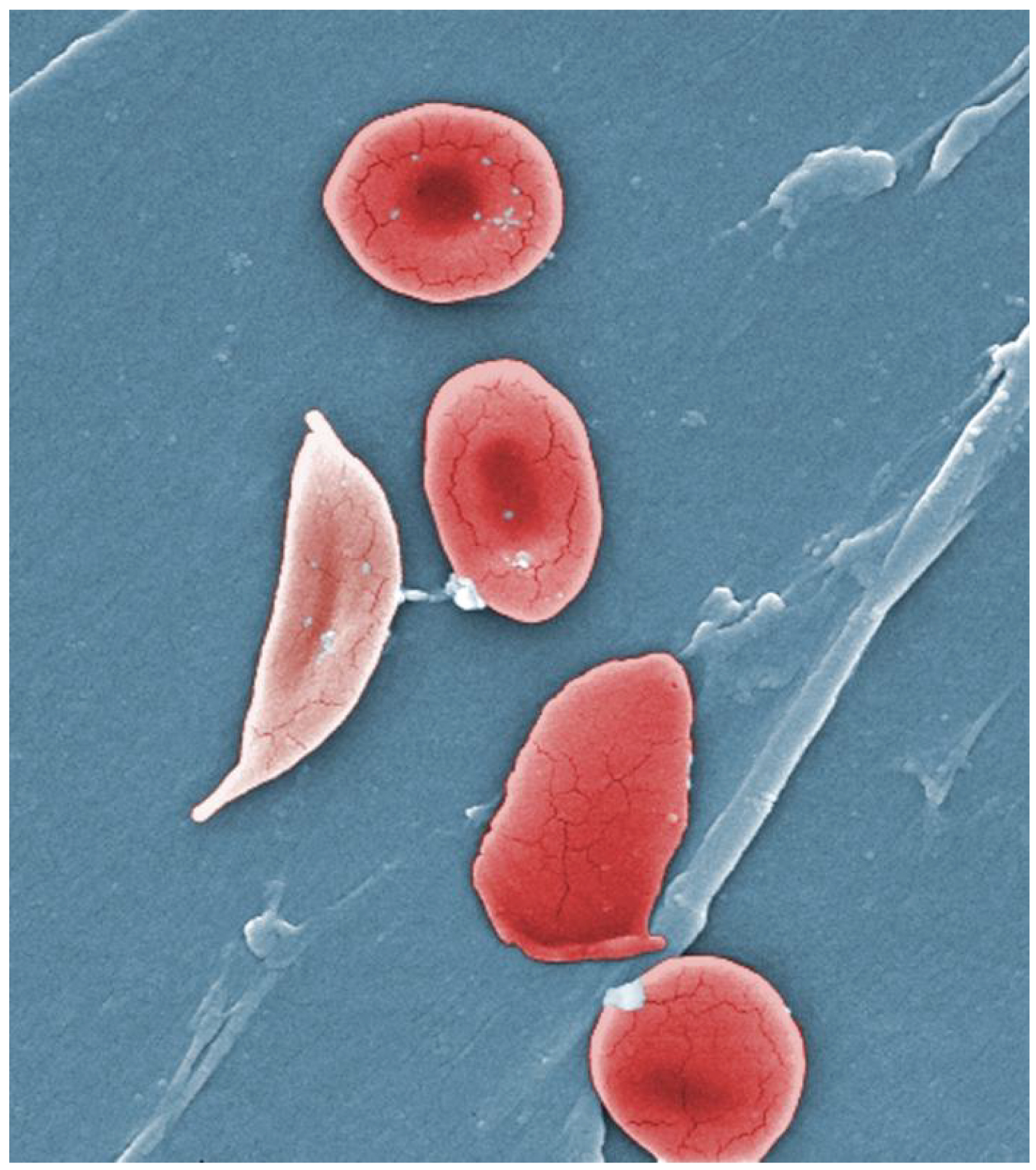
هموگلوبینوپاتی

هموگلوبینوپاتی (به انگلیسی: Hemoglobinopathy) به انواع مختلفی از بیماری‌ها گفته می‌شود که در آن‌ها هموگلوبین بیمار ساختمان طبیعی خود را ندارد.
معمولاً یک نقص ژنتیکی موجب تولید نادرست زنجیره گلوبین در ترکیب هموگلوبین گلبول قرمز می‌شود.

## انواع
انواع متعددی از هموگلوبینوپاتی‌ها وجود دارد که معروفترین آنها کم‌خونی داسی‌شکل و انواع تالاسمی (مانند آلفا تالاسمی و بتاتالاسمی) هستند. انواع ناشایعتر مانند Hb S، Hb C وHb E نیز وجود دارند.